# Szabó Lujza
Szabó Lujza Gizella, külföldön L[o]uise Szabó,  férjezett nevén dr. Palik Frigyesné (Budapest, 1904. február 17. – Budapest, 1934. november 19.) magyar opera-énekesnő (drámai koloratúrszoprán).

## Életútja
Szabó Mihály és Gáll Gizella leányaként született. Eredetileg hegedülni tanult, Hubay Jenő is mestere volt. Tanulmányi költségének fedezésére egy mozizenekarban játszott. Hangjának „felfedezése” után pályát módosított. A Zeneakadémián Sík József és Unger Ernő tanítványa volt.
1927-ben szerződtette az Operaház. Hét évnyi tagsága alatt ötven szerepet formált meg. Oratóriuménekesként is sokat foglalkoztatták. Vendégszerepelt Berlinben és Amszterdamban. Korai halálát egy erőltetett fogyókúra okozta.
Rövid pályafutása alapján is kivételes alakja volt a magyar operajátszásnak, „hatalmas erejű és fényű drámai koloratúr[szoprán], gyöngyöző futamokkal és biztos staccatókkal” (Kerényi Miklós György). Művészetét tizenhat gramofonlemez őrzi.
Férje Unger Ernő, majd dr. Palik Frigyes (1899–1962) nőgyógyász volt, akivel 1934. április 29-én Budapesten, a Józsefvárosban kötött házasságot, esküvői tanúja dr. Székelyhidy Ferenc volt. Palik Szabó Lujza halála után Osváth Júliát vette feleségül.

## Főbb szerepei
- Delibes: Lakmé – címszerep
- Erkel Ferenc: Hunyadi László – Gara Mária; Szilágyi Erzsébet
- Erkel Ferenc: Bánk bán - Melinda
- Halévy: A zsidónő – Eudoxia hercegnő
- Mozart: A varázsfuvola -  Az Éj királynője
- Offenbach: Hoffmann meséi – Olympia
- Rossini: A sevillai borbély – Rosina
- Johann Strauss d. S.: A denevér – Rosalinda
- Richard Strauss: A rózsalovag – Sophie
- Verdi: Rigoletto - Gilda
- Wolf-Ferrari: A négy házsártos – Lucietta